# Valeriia Chabalina
Valeriia Andreïevna Chabalina (russe : Валерия Андреевна Шабалина), née le 9 juin 1995 à Tcheliabinsk, est une nageuse handisport russe concourant en S14 pour les athlètes ayant un handicap mental. 

## Carrière
Aux Jeux paralympiques d'été de 2020, elle est la première athlète russe à obtenir un titre en remportant le 100 m papillon S14 en battant son record du monde en 1 min 3 s 59. Elle remporte ensuite l'or sur le 200 m nage libre S14 et le 200 m 4 nages SM14.
En 2024, elle est inscrite en tant qu'athlète paralympique neutre aux Jeux paralympiques d'été de 2024. Là, elle remporte le bronze sur le 100 m papillon S14 derrière la Britannique Poppy Maskill et la HongKongaise Chan Yui-lam. Elle remporte l'or à l'épreuve du 200 m 4 nages.